# Бургиньон (Об)
Бургиньо́н (фр. Bourguignons) — коммуна во Франции, находится в регионе Гранд-Эст. Департамент — Об. Входит в состав кантона Бар-сюр-Сен. Округ коммуны — Труа.
Код INSEE коммуны — 10055.
Коммуна расположена приблизительно в 170 км к юго-востоку от Парижа, в 95 км южнее Шалон-ан-Шампани, в 29 км к юго-востоку от Труа.

## Население
Население коммуны на 2008 год составляло 279 человек.
| 1962 | 1968 | 1975 | 1982 | 1990 | 1999 | 2008 |
| ---- | ---- | ---- | ---- | ---- | ---- | ---- |
| 233  | 256  | 219  | 220  | 261  | 280  | 279  |

## Администрация
| Период | Период | Фамилия          | Партия | Примечания |
| ------ | ------ | ---------------- | ------ | ---------- |
| 2001   | 2008   | Даниель Франзино |        |            |
| 2008   |        | Клод Берло       |        |            |

## Экономика
В 2007 году среди 183 человек в трудоспособном возрасте (15—64 лет) 130 были экономически активными, 53 — неактивными (показатель активности — 71,0 %, в 1999 году было 69,9 %). Из 130 активных работали 123 человека (64 мужчины и 59 женщин), безработных было 7 (5 мужчин и 2 женщины). Среди 53 неактивных 11 человек были учениками или студентами, 28 — пенсионерами, 14 были неактивными по другим причинам.

## Достопримечательности
- Замок Фоол[фр.]
- Церковь Сен-Валье (XVI век). Памятник истории с 1926 года[3]

## Фотогалерея

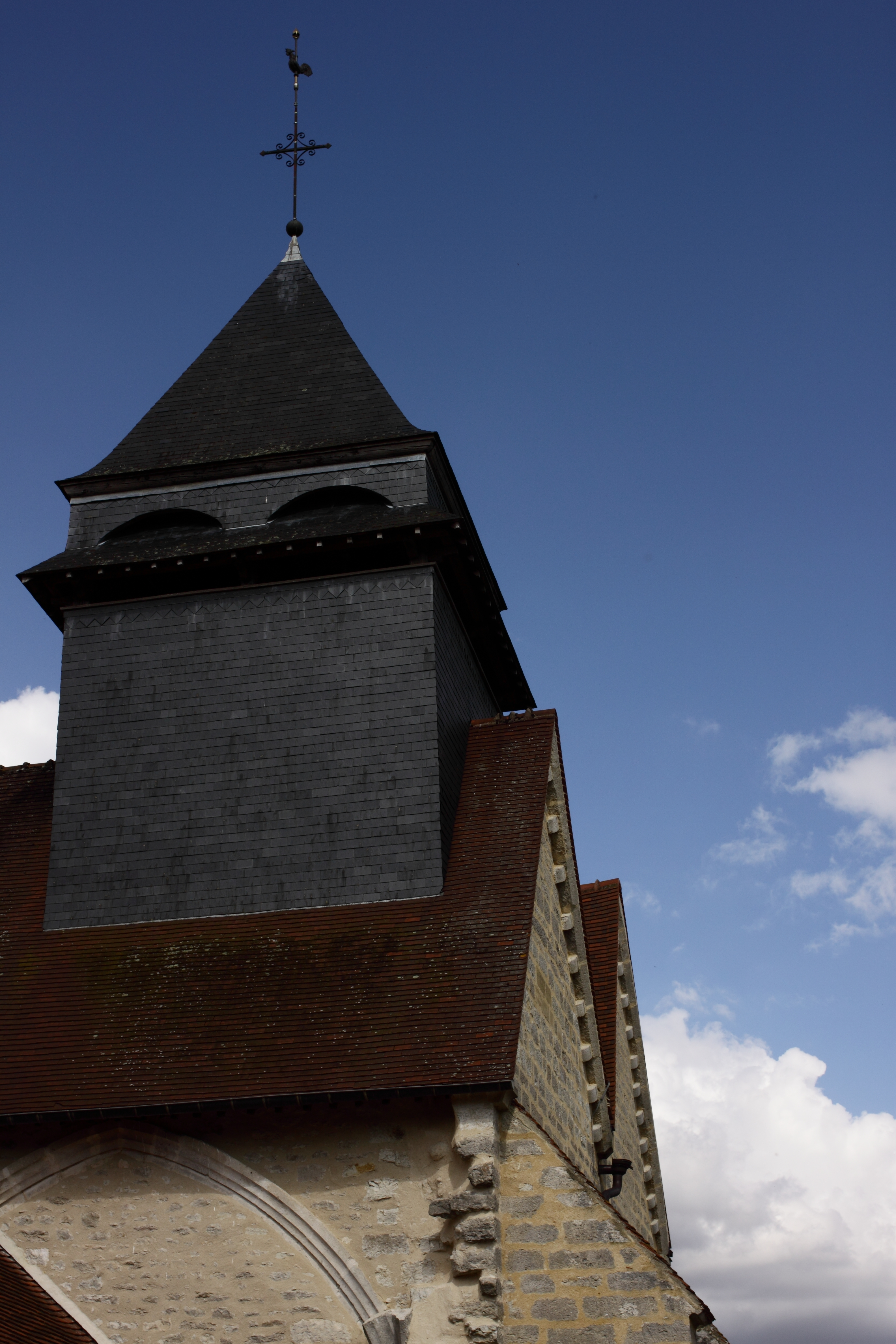
Церковь Сен-Валье
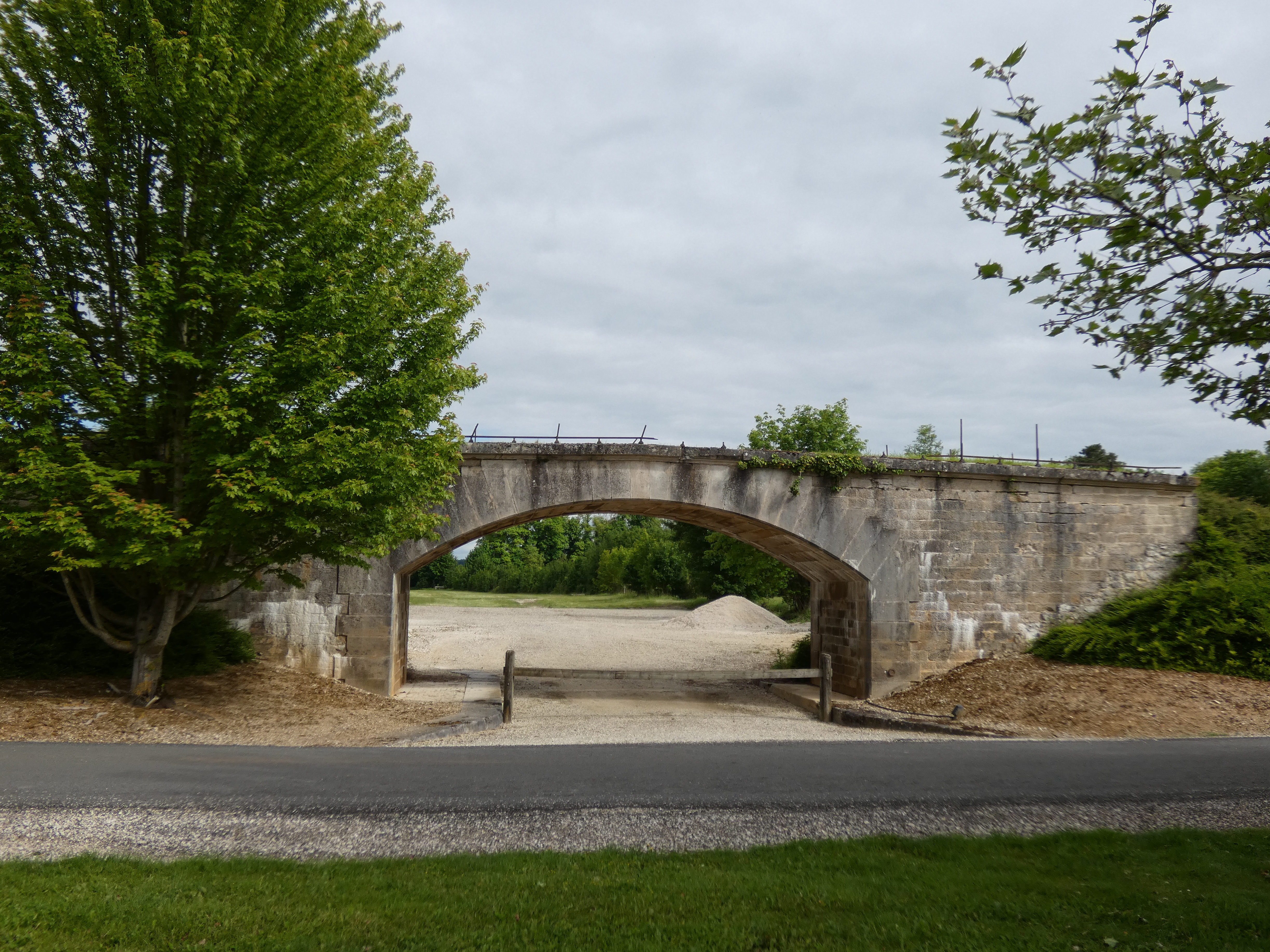
Мост через старый канал
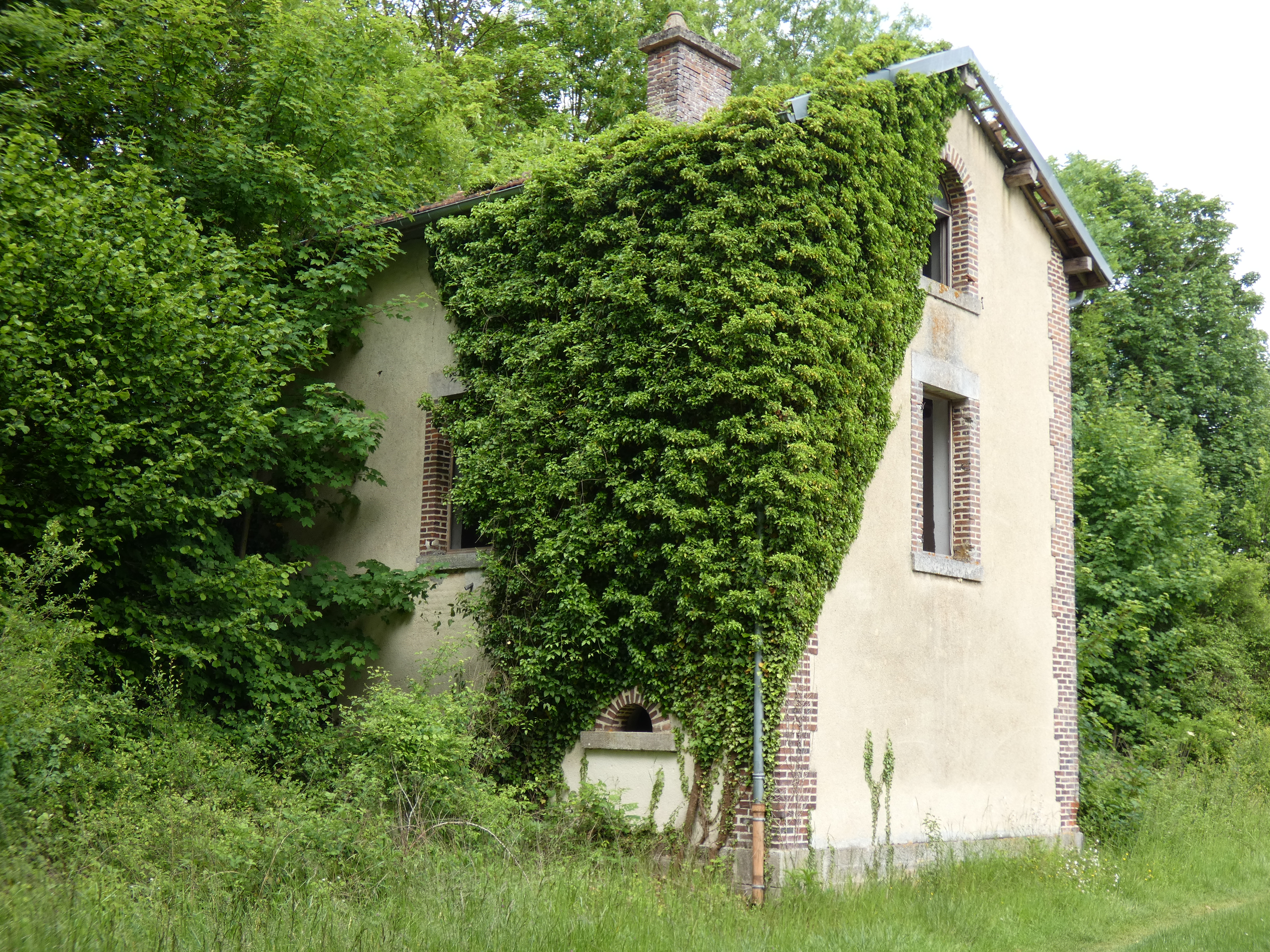
Сторожка
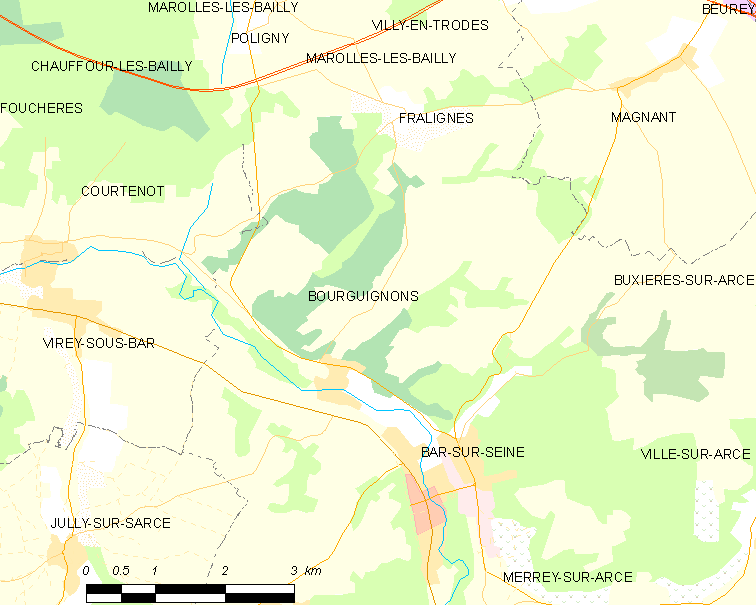
Карта коммуны